# ملدونیوم
ملدونیوم (انگلیسی: Meldonium) با نام تجاری میلدرونیت (Mildronate)، همچنین mildronāts؛ نام دارویی است که شرکت گریندکس در کشور لیتوانی آن را تولید و به صورت برخط در شرق اروپا توزیع می‌کند. این دارو که برای درمان موارد ایسکمی تجویز می‌شود، فاقد مجوز سازمان غذا و دارو آمریکا است و به صورت قانونی در آمریکا در دسترس نیست. از ابتدای ژانویه ۲۰۱۶ این دارو در فهرست مواد نیروزای سازمان جهانی مبارزه با دوپینگ قرار گرفت و استفاده آن برای ورزشکاران ممنوع اعلام شد.

از این دارو برای بهبود گردش خون مغز افرادی که بیماری‌های سیستم اعصاب مرکزی دادند، استفاده شده و مطابق بعضی گزارش‌ها باعث بهتر شدن خلق، حرکت، کاهش ضعف عضلانی و سرگیجه و تهوع در این بیماران شده است.
نام این ماده هنگامی مطرح شد که در مارس ۲۰۱۶ آزمایش دوپینگ ماریا شاراپووا مثبت اعلام شد.او از ماده ملدونیوم استفاده کرده بود که تا ژانویه ۲۰۱۶ جز مواد ممنوعه نبود و پس از آن وارد فهرست داروهای ممنوعه شد.
سازمان جهانی مبارزه با دوپینگ می گوید از آغاز سال ۲۰۱۶ میلادی تا ماه مارس ۲۰۱۶ ، ۹۹ مورد دوپینگ با ملدونیوم را شناسایی کرده است. دارویی که از آغاز این سال به لیست مواد ممنوعه این سازمان افزوده شده است.
رسانه های روس اعلام کردند پس از ماریا شاراپووا نتیجه دوپینگ گولشات فازلتدینوف و آندری مینژولین که دو دونده روس هستند مثبت شده است و از این ماده استفاده کرده اند.